# Badile Lubamba
Badile Lubamba (Kinshasa, 26 aprile 1976) è un ex calciatore congolese (Repubblica Democratica del Congo) naturalizzato svizzero, di ruolo difensore.